# Helius hispanicus
Helius hispanicus är en tvåvingeart som beskrevs av Paul Lackschewitz 1928. Helius hispanicus ingår i släktet Helius och familjen småharkrankar. Inga underarter finns listade i Catalogue of Life.